# Joe Satriani
Joseph "Joe" (eller "Satch") Satriani, född 15 juli 1956 i Westbury, Long Island, New York, är en amerikansk gitarrist och låtskrivare. Han har också arbetat som gitarrlärare på Berklee School of Music, med elever som Steve Vai, Kirk Hammett och David Bryson.

## Biografi
Satriani började spela gitarr i tidiga tonår och hämtade inspiration från gitarrister som Jimi Hendrix, Jimmy Page, Ritchie Blackmore och Brian May.
Satriani spelar nästan varje år en konsert med Steve Vai och en gästartist. Konserten kallas G3.
Artister som varit med på G3-turnéerna är bland andra: Uli Jon Roth, Yngwie Malmsteen, Michael Schenker, Eric Johnson, John Petrucci och Paul Gilbert.
Den turné som blev den mest uppskattade var när Satriani spelade med Vai och Malmsteen i USA och Kanada.
Alla spelningarna var utsålda.
Satriani är känd för att nästan aldrig göra musik med sång ingående i låtarna.
Nästan alla hans verk är instrumentala.
Hans första gitarr var en vit Hagström III med svajarm.

## Diskografi som soloartist
- 1986 – Not of This Earth
- 1987 – Surfing with the Alien
- 1988 – Dreaming #11
- 1989 – Flying in a Blue Dream
- 1992 – The Extremist
- 1993 – Beutifull guitar
- 1993 – Time Machine
- 1995 – Joe Satriani
- 1998 – Crystal Planet
- 2000 – Engines of Creation
- 2000 – Additional Creation
- 2001 – Live in San Francisco
- 2002 – Strange Beautiful Music
- 2004 – Is There Love in Space?
- 2006 – Super Colossal
- 2008 – Professor Satchafunkilus and the Musterion of Rock
- 2010 – Black Swans and Wormhole Wizards
- 2012 – Satchurated: Live in Montreal
- 2013 – Unstoppable Momentum
- 2015 – Shockwave Supernova
- 2018 – What Happens Next
- 2020 – Shapeshifting